# Фізичний факультет Київського національного університету імені Тараса Шевченка
Фізичний факультет є структурним підрозділом Київського національного університету імені Тараса Шевченка та покликаний провадити фундаментальну підготовку спеціалістів у галузі фізики.

## Історія
Розвиток фізики у Київському університеті має давню історію. З перших років існування університету фізика викладалась на двох факультетах: фізико-математичному та медичному.
Першими завідувачами кафедри фізики були:
- Абламович Ігнатій Карлович з 1834 по 1839 р.,
- професор Чехович Венедикт Павлович з 1839 по 1846 р.,
- професор Кнорр Ернест Августович з 1846 по 1858 р.,
- професор Тализін Матвій Іванович з 1859 по 1865 р.,
- професор Авенаріус Михайло Петрович з 1865 р. по 1890 рік.
- професор Шіллер Микола Миколайович — 1890—1903 роки.

Саме з цих часів почалися систематичні наукові дослідження на факультеті. Так, професор Авенаріус М. П. досліджував магнітне поле Землі, термоелектричні явища, критичні явища у рідинах. Він вперше вказав на те, що у критичній точці прихована теплота випаровування дорівнює нулю.
У 1868 р. закінчив курс навчання на факультеті, а з 1876 по 1880 рр. тут же працював приват-доцентом перший український і російський метеоролог-геофізик, майбутній член-кореспондент Петербурзької (Російської) академії наук — А. В. Клосовський.
На початку XX сторіччя у Київському університеті працювали видатні професори Й. Й. Косоногов, який у 1922 році був обраний академіком АН України, Кордиш Л. Й., який очолював кафедру теоретичної фізики і у 1929 році був обраний членом-кореспондентом АН України.
До війни на факультеті працювали видатні фізики: професори Штрум Л. Я., Герцрікен С. Д., Гольдман О. Г., Лашкарьов В. Є., Ляшенко В. І., Шишловський О. А., Жмудський О. З.
У 1940 році фізико-математичний факультет Київського університету поділився на фізичний та механіко-математичний.
У 1952 р. від фізичного відокремився радіофізичний факультет.
Сьогодні на фізичному факультеті працює близько 100 науково-педагогічних працівників, близько 200 співробітників науково-дослідної частини, навчається близько 700 студентів. Факультет складається з 10 кафедр. Крім кафедр до структури факультету входять:
- астрономічна обсерваторія,
- інформаційно-обчислювальний сектор,
- науково-дослідна частина,
- факультетська майстерня,
- комп'ютерні класи,
- лабораторія технічних засобів навчання,
- бібліотека з читальним залом.

## Навчання
- На фізичному факультеті підготовка студентів здійснюється за двома освітньо-кваліфікаційними рівнями: бакалавр та магістр

- Розподіл студентів за кафедрами (спеціалізація студентів) починається з третього курсу.
- На 4-му курсі студенти фізичного факультету захищають випускну бакалаврську роботу та отримують кваліфікацію «бакалавр» з обраної спеціальності
- На 6-му курсі студенти фізичного факультету захищають випускну дипломну роботу, складають державний іспит та отримують кваліфікацію «магістр».
- Тематика кваліфікаційних робіт тісно пов'язана з основними напрямками наукової роботи факультету, а науковими керівниками призначаються провідні фахівці Київського університету та інших наукових інститутів НАН України.
- Факультет бере активну участь у впровадженні кредитно-модульної системи. Починаючи з 2006/2007 навчального року перший курс навчається за такою системою. На факультеті йде розробка змістовних модулів та навчальних програм за новими стандартами. Отримувана інформацію систематизується та всебічно аналізується з метою виявлення оптимальних методів роботи в рамках кредитно-модульної системи.

## Кафедри
- Кафедра астрономії та фізики космосу
- Кафедра експериментальної фізики
- Кафедра загальної фізики
- Кафедра квантової теорії поля
- Кафедра молекулярної фізики
- Кафедра оптики
- Кафедра теоретичної фізики
- Кафедра фізики функціональних матеріалів
- Кафедра фізики металів
- Кафедра ядерної фізики

## Декани[1]
- 1940—1941 Гуртовий Михайло Єфремович;
- 1946—1948 Жмудський Олександр Захарович;
- 1948—1950 Яковкін Авенір Олександрович;
- 1950—1951 Шишловський Олександр Андрійович;
- 1951—1956 Жмудський Олександр Захарович;
- 1956—1958 Шишловський Олександр Андрійович;
- 1958—1962 Голик Олександр Захарович;
- 1962—1970 Білий Михайло Улянович;
- 1970—1972 Горбань Іван Степанович;
- 1972—1977 Стрижак Василь Іванович;
- 1977—1985 Кучеров Іван Якович;
- 1985—1990 Петренко Петро Васильович;
- 1990—2007 Булавін Леонід Анатолійович;
- 2007-2025 Макарець Микола Володимирович.

з 2025 Кодратенко Сергій Вікторович.

## Відомі випускники
- Ар'єв Володимир Ігорович — український політик та журналіст. Автор проекту «Закрита зона». Народний депутат України.
- Булкін Кирило Вікторович — журналіст, актор, публіцист, бард, культурний діяч;
- Єрофєєв Костянтин Володимирович — український музикант, поет, журналіст;
- Сухий Анатолій — автор-виконавець українських пісень; засновник і постійний учасник гурту «Рутенія»;
- Харченко Руслан — звукорежисер; автор-виконавець українських та англомовних пісень; засновник і постійний учасник гурту «Mantoo»;
- Журавель Денис — PhD (кандидат фіз.-мат. наук), автор-виконавець українських та англомовних пісень; засновник і постійний учасник гурту «Репіння»;
- Чемерис Володимир Володимирович — український громадський і політичний діяч, член правління Української Гельсинської Спілки, співкоординатор акції «Україна без Кучми».
- Кондратюк Ігор Васильович — український телевізійний ведучий, продюсер, шоумен.
- Леонтьєва Світлана Іванівна — українська телеведуча новин. Відома як багаторічна ведуча новин на каналі «Інтер». Зараз веде новини на Першому національному. Заслужений журналіст України.
- Рябошапка Світлана Карлівна  — журналіст, есеїст.
- Нікітін Олексій Сергійович — письменник.
- Бондар Віра Михайлівна — кандидат фіз.-мат. наук, викладач вищої школи; лауреат національних та міжнародних музичних конкурсів (скрипка).
- Боднар Ольга Борисівна — політичний діяч, народний депутат України 5-го скликання.

## Наукові видання факультету
- Вісник Київського національного університету імені Тараса Шевченка. Серія Фізика
- Вісник Київського національного університету імені Тараса Шевченка. Серія Фізико-математичні науки